# Cybowo
Cybowo (niem. Gutsdorf) – wieś sołecka w Polsce położona w województwie zachodniopomorskim, w powiecie drawskim, w gminie Kalisz Pomorski. W latach 1975–1998 miejscowość administracyjnie należała do województwa koszalińskiego. W roku 2007 wieś liczyła 251 mieszkańców.

## Geografia
Wieś leży ok. 4 km na zachód od Kalisza Pomorskiego, przy drodze krajowej nr 10, przy linii kolejowej nr 403, ok. 1,5 km na północny wschód od Jeziora Mąkowarskiego, między Kaliszem Pomorskim a Reczem.

## Historia
W 1657 roku we wsi stacjonowali żołnierze polscy i Tatarzy hetmana Stefana Czarnieckiego. W okresie wojny siedmioletniej, w 1758 roku stwierdzono pobyt wojsk rosyjskich. Według ksiąg kościelnych z 1748 roku, we wsi mieszkali wówczas: sołtys Michael Spletttösser, karczmarz, młynarz, kowal i chłopi. W 1939 roku żyły we wsi 464 osoby.

## Kultura
W miejscowości znajduje się świetlica wiejska oraz plac zabaw.

## Turystyka
Nad Jeziorem Mąkowarskim znajduje się pole namiotowe.

## Komunikacja
W Cybowie znajduje się przystanek kolejowy linii kolejowej nr 403.